# La Trappe (Dordogne)
Pour les articles homonymes, voir Trappe.
La Trappe, ou Latrape, est une ancienne commune française située dans le département de la Dordogne, en région Nouvelle-Aquitaine. Depuis 1960, elle est intégrée à la commune de Mazeyrolles.

## Géographie
Situé en Périgord noir, à la limite du Bergeracois, dans le sud-est du département de la Dordogne, le village de Latrape se trouve dans la partie nord-est de la commune de Mazeyrolles.

## Toponymie
En 1053, la première mention écrite connue du lieu, Sanctus Jacobus de Trapa, est antérieure à la création l'ordre des trappistes. Trapa correspond en occitan à un piège pour oiseaux mais la relation avec le nom du lieu reste obscure.

## Histoire
La Trappe est une commune française créée à la Révolution sous le nom initial de Latrape.
Le 5 février 1960, elle fusionne avec Mazeyrolles.

### Rattachements administratifs
Dès 1790, la commune de La Trappe a été rattachée au canton d'Orliac qui dépendait du district de Belvès jusqu'en 1795, date de suppression des districts. Lorsque ce canton est supprimé par la loi du 8 pluviôse an IX (28 janvier 1801)  portant sur la « réduction du nombre de justices de paix », la commune est rattachée au canton de Villefranche-de-Belvès (devenu canton de Villefranche-du-Périgord en 1893) dépendant de l'arrondissement de Sarlat.

## Démographie
| 1793 | 1800 | 1806 | 1821 | 1831 | 1836 | 1841 | 1846 | 1851 |
| ---- | ---- | ---- | ---- | ---- | ---- | ---- | ---- | ---- |
| 89   | 92   | 91   | 89   | 97   | 104  | 101  | 101  | 94   |

| 1856 | 1861 | 1866 | 1872 | 1876 | 1881 | 1886 | 1891 | 1896 |
| ---- | ---- | ---- | ---- | ---- | ---- | ---- | ---- | ---- |
| 86   | 94   | 83   | 69   | 86   | 84   | 66   | 76   | 76   |

| 1901 | 1906 | 1911 | 1921 | 1926 | 1931 | 1936 | 1946 | 1954 |
| ---- | ---- | ---- | ---- | ---- | ---- | ---- | ---- | ---- |
| 64   | 68   | 68   | 50   | 51   | 51   | 46   | 49   | 41   |